# Liste de jeux Sega
La liste de jeux Sega répertorie les jeux édités ou développés par Sega :
- Haut – A
- B
- C
- D
- E
- F
- G
- H
- I
- J
- K
- L
- M
- N
- O
- P
- Q
- R
- S
- T
- U
- V
- W
- X
- Y
- Z

## 0-10
- 7th Dragon (1999)
- 10Six (2000)
- 16t (1991)

## A
- Aa Harimanada (1993)
- Abrams Battle Tank (1988)
- Action Fighter (1986)
- The Adventures of Batman and Robin (1994)
- The Adventures of Willy Beamish (1991)
- Aerial Assault (1990)
- After Burner (1987)
- After Burner Climax (2006)
- After Burner II (1987)
- After Burner III (1992)
- Air Rescue (1992)
- Alex Kidd BMX Trial (1987)
- Alex Kidd in High-Tech World (1987)
- Alex Kidd in Miracle World (1986)
- Alex Kidd in Miracle World DX (2021)
- Alex Kidd in Shinobi World (1990)
- Alex Kidd in the Enchanted Castle (1989)
- Alex Kidd: The Lost Stars (1986)
- ALF (1989)
- Alien Soldier (1995)
- Alien Storm (1990)
- Alien Syndrome (1987)
- Alien: Isolation (2014)
- Alien³: The Gun (1993)
- Aliens vs. Predator (2010)
- Aliens: Colonial Marines (2013)
- Aliens: Infestation (2011)
- Alisia Dragoon (1992)
- Alone in the Dark 2 (1994)
- Alpha Protocol (2010)
- Altered Beast (1988)
- Anarchy Reigns (2012)
- Appleseed EX (2007)
- Ariel the Little Mermaid (1992)
- Arslan Senki (1993)
- Astal (1995)
- Astérix (1991)
- Astérix and the Great Rescue (1993)
- Astérix et le Pouvoir des dieux (1995)
- Athènes 2004 (2004)
- Awogue: Hero in the Sky (1991)
- AWS Pro Moves Soccer (1993)

## B
- Baku Baku Animal (1995)
- Baseball Advance (2002)
- Batman Returns (1992)
- Bay Route (1989)
- Bayonetta (2009)
- Beach Spikers (2001)
- Billy Hatcher and the Giant Egg (2003)
- Binary Domain (2012)
- Bio-Hazard Battle (1992)
- Black Belt (1986)
- Blade Eagle 3-D (1988)
- Bleach: The 3rd Phantom (2008)
- Blood Will Tell (2004)
- Boku Doraemon (2001)
- Bonanza Bros. (1990)
- Border Break: Sega Network Robot Wars (2009)
- Bouncers (1994)
- Burning Rangers (1998)

## C
- Captain America : Super Soldat (2011)
- Carnival (1980)
- Castle of Illusion (1990)
- The Cave (2013)
- Champion Boxing (1984)
- Chō Kyūkai Miracle Nine (1995)
- The Club (2008)
- ChuChu Rocket! (1999)
- Columns (1990)
- Columns II: The Voyage Through Time (1990)
- Columns III: Revenge of Columns (1993)
- Company of Heroes 2 (2013)
- Conduit 2 (2011)
- The Conduit (2009)
- Congo Bongo (1983)
- Crazy Taxi (1999)
- Crazy Taxi 2 (2001)
- Crazy Taxi: Catch a Ride (2003)
- Crazy Taxi: City Rush (2014)
- Crazy Taxi: Fare Wars (2007)
- Crystal Warriors (1991)
- Cyber Troopers Virtual-On Force (2010)
- Cyber Troopers Virtual-On Marz (2003)
- Cyber Troopers Virtual-On: Oratorio Tangram (1999)
- Cyber Troopers Virtual-On Masterpiece 1995-2001 (2019)
- Cyborg Hunter (1988)

## D
- Daytona USA (1993)
- Daytona USA: Championship Circuit Edition (1996)
- Daytona USA: Circuit Edition (1997)
- Daytona USA: C.C.E. Net Link Edition (1998)
- Daytona USA 2001 (2000)
- Daytona USA 2 (1998)
- Deep Duck Trouble starring Donald Duck (1993)
- Deep Fear (1998)
- Desert Demolition (1994)
- Die Hard Arcade (1996)
- Dinosaurs for Hire (1993)
- Disney's TaleSpin (1992)
- Doraemon: Yume Dorobō to 7-nin no Gozansu (1993)
- Dr. Robotnik's Mean Bean Machine (1993)
- Dreamcast Collection (2011)
- Dungeons and Dragons: Warriors of the Eternal Sun (1992)
- Dynamite Cop (1998)

## E
- Ecco the Dolphin (1992)
- Ecco the Dolphin: Defender of the Future (2000)
- Endless Legend (2014)
- Endless Space (2012)
- Endless Space 2 (2017)
- Eternal Champions (1993)

## F
- F-Zero AX (2003)
- F-Zero GX (2003)
- F1 Challenge (1995)
- F355 Challenge (1999)
- Fantasia (1991)
- Fantasy Zone Gear (1991)
- Flashgal (1985)
- Flicky (1984)
- Funky Horror Band (1991)

## G
- Galaxy Force (1988)
- Ghostbusters (1990)
- Ghost Master (2003)
- Girl's Garden (1984)
- Golden Axe (1989)
- Golden Axe II (1991)
- Golden Axe III (1993)
- Golden Axe Warrior (1990)
- Golden Axe: The Duel (1994)
- Golden Axe: The Revenge of Death Adder (1992)
- Greendog: The Beached Surfer Dude! (1992)
- Gungrave (2002)
- Gunstar Heroes (1993)

## H
- Hatsune Miku: Project DIVA (2009)
- Headhunter (2001)
- Headhunter: Redemption (2003)
- Heavyweight Champ (1976)
- Hell Yeah! La Fureur du lapin mort (2012)
- Honō no Dōkyūji: Dodge Danpei (1992)
- The House of the Dead: Overkill (2009)
- The House of the Dead Bundle Pack (2012)
- The Incredible Hulk (2008)

## I
- Instruments of Chaos starring Young Indiana Jones (1994)
- Invinco! (1979)
- Iron Man (2008)
- Iron Man 2 (2010)
- Ishii Hisaichi no Daiseikai (1994)

## J
- Janō Tōryūmon (1993)
- Jet Set Radio (2000)
- Jet Set Radio Future (2002)
- Jewel Master (1991)
- Jurassic Park (1994)
- Jurassic Park (1993)
- Jurassic Park (1993)
- Jurassic Park: Rampage Edition (1994)

## K
- Kiss Shot (1992)
- Knuckles' Chaotix (1995)
- Kurohyō 2: Ryū ga Gotoku Ashura Hen (2012)
- Kurohyō: Ryū ga Gotoku Shinshō (2010)

## L
- Land of Illusion starring Mickey Mouse (1992)
- Last Battle (1989)
- Last Bronx (1996)
- Legend of Illusion starring Mickey Mouse (1995)
- Let's Tap (2008)
- Lilpri (2009)
- Londres 2012 (2012)
- The Lost World: Jurassic Park (1997)
- The Lucky Dime Caper starring Donald Duck (1991)

## M
- Magic Knight Rayearth (1995)
- Mahjong Cop Ryū: Shiro Ookami no Yabō (1989)
- Mario et Sonic aux Jeux olympiques (2007)
- Mario et Sonic aux Jeux olympiques d'hiver (2009)
- Mario et Sonic aux Jeux olympiques de Londres 2012 (2011)
- Mario et Sonic aux Jeux olympiques de Sotchi 2014 (2013)
- Mario et Sonic aux Jeux olympiques de Rio 2016 (2016)
- Mario et Sonic aux Jeux olympiques de Tokyo 2020 (2019)
- Mario Lemieux Hockey (1991)
- Master of Darkness (1992)
- McDonald's Treasure Land Adventure (1993)
- Medieval II: Total War (2006)
- Metal Head (1995)
- Metaphor: ReFantazio (2024)
- Michael Jackson's Moonwalker (1989)
- Monaco GP (1979)
- Monopoly (1988)
- Motherbase (1995)
- Mr. Bones (1996)
- My Hero (1985)
- Mystic Defender (1989)

## N
- Napoleon: Total War (2010)
- NBA Action (1996)
- Nights into Dreams (1996)
- Nights: Journey of Dreams (2007)
- Nightshade (2003)
- Ninja Burai Densetsu (1991)

## O
- Ollie King (2004)
- Otogi 2: Immortal Warriors (2003)
- Otogi: Myth of Demons (2002)
- Out Run (1986)
- Out Run 3-D (1988)
- OutRun 2006: Coast 2 Coast (2006)
- OutRun 2019 (1993)
- OutRunners (1992)
- OutRun 2 (2003)
- OutRun Online Arcade (2009)

## P
- Panic! (1993)
- Panzer Dragoon (1995)
- Panzer Dragoon: Remake (2020)
- Panzer Dragoon II Zwei (1996)
- Panzer Dragoon Mini (1996)
- Panzer Dragoon Orta (2002)
- Panzer Dragoon Saga (1998)
- Panzer Dragoon Voyage Record
- Pékin 2008 (2008)
- Pepen ga Pengo (1995)
- Phantasy Star (1987)
- Phantasy Star Adventure (1992)
- Phantasy Star Collection (1998)
- Phantasy Star Complete Collection (2008)
- Phantasy Star Gaiden (1992)
- Phantasy Star Generation: 1 (2003)
- Phantasy Star Generation: 2 (2005)
- Phantasy Star II (1989)
- Phantasy Star II: Text Adventure (1990)
- Phantasy Star III: Generations of Doom (1991)
- Phantasy Star IV: The End of the Millennium (1994)
- Phantasy Star Nova (2014)
- Phantasy Star Online (2000)
- Phantasy Star Online 2 (2012)
- Phantasy Star Online Episode III: C.A.R.D. Revolution (2003)
- Phantasy Star Online version 2 (2001)
- Phantasy Star Online: Blue Burst (2004)
- Phantasy Star Online: Blue Burst - Episode IV (2005)
- Phantasy Star Online: Episode I and II (2002)
- Phantasy Star Portable (2008)
- Phantasy Star Portable 2 (2009)
- Phantasy Star Universe (2006)
- Phantasy Star Universe: Ambition of the Illuminus (2007)
- Phantasy Star Zero (2008)
- Poto Poto (1994)
- Princess Crown (1997)
- Project Rub (2004)
- Psycho Fox (1989)
- Puyo Pop Fever (2004)
- Puyo Puyo!! 20th Anniversary (2011)
- Puyo Puyo Tetris (2014)
- Puzzle and Action: Sando-R (1995)

## Q
- QuackShot starring Donald Duck (1991)
- Quiz Scramble Special (1992)

## R
- Racing Aces (1993)
- Record of the Bahamut War (1991)
- Record of Lodoss War: The War of Heroes (1994)
- Rent a Hero (1991)
- Resonance of Fate (2010)
- The Revenge of Shinobi (1989)
- Rhythm Thief et les Mystères de Paris (2012)
- Ribbit! (1991)
- Riddle Wired (1991)
- Riot City (1991)
- Ristar (1995)
- Robot Battler (1991)
- Royal Stone (1995)

## S
- Saint Sword (1991)
- Samba de Amigo (1999)
- Sangokushi Retsuden: Ransei no Eiyū Tachi
- Sea Bass Fishing (1997)
- Sea Bass Fishing 2
- Sega Bass Fishing (1999)
- Sega Bass Fishing 2 (2001)
- Sega Casino (2006)
- Sega Classics Arcade Collection (1992)
- Sega GT (2000)
- Sega GT 2002 (2002)
- Sega Marine Fishing (2000)
- Sega Ninja (1985)
- Sega Rally (2007)
- Sega Rally 2 (1998)
- Sega Rally 3 (2008)
- Sega Rally Championship (1995)
- Sega Superstars (2004)
- Sega Superstars Tennis (2008)
- Sega Worldwide Soccer 97 (1996)
- SegaSonic Cosmo Fighter Galaxy Patrol (1993)
- SegaSonic the Hedgehog (1993)
- Shadow Dancer (1989)
- Shadow the Hedgehog (2005)
- Shenmue (1999)
- Shenmue II (2001)
- Shenmue Online
- Shining Force (1992)
- Shining Force CD (1994)
- Shining Force EXA (2007)
- Shining Force Feather (2009)
- Shining Force Gaiden (1992)
- Shining Force Gaiden II (1993)
- Shining Force Gaiden: Final Conflict (1995)
- Shining Force II (1993)
- Shining Force III: Scenario 1 (1997)
- Shining Force III: Scenario 2 (1998)
- Shining Force III: Scenario 3 (1998)
- Shining Force III: Premium Disc
- Shining Force: Resurrection of the Dark Dragon (2004)
- Shining in the Darkness (1991)
- Shining Force Neo (2005)
- Shining Tears (2004)
- Shining Wind (2007)
- Shining Soul (2009)
- Shining Soul II (2003)
- Shining Tears X Wind
- Shining the Holy Ark (1996)
- Shining Wisdom (1995)
- Shinobi (1987)
- Shinobi (1991)
- Shinobi (2002)
- Shinobi (2011)
- Shinobi II: The Silent Fury (1992)
- Shinobi III: Return of the Ninja Master (1993)
- Shinobi X (1995)
- Shura no Mon (1992)
- Sonic 3D: Flickies' Island (1996)
- Sonic Advance (2001)
- Sonic Advance 2 (2002)
- Sonic Advance 3 (2004)
- Sonic Adventure (1998)
- Sonic Adventure 2 (2001)
- Sonic and All-Stars Racing Transformed (2012)
- Sonic and Knuckles (1994)
- Sonic and Sega All-Stars Racing (2010)
- Sonic and the Secret Rings (2007)
- Sonic Battle (2003)
- Sonic Blast (1996)
- Sonic Boom : L'Ascension de Lyric (2014)
- Sonic Boom : Le Cristal Brisé (2014)
- Sonic Boom : Le Feu et la Glace (2016)
- Sonic CD (1993)
- Sonic Chronicles : La Confrérie des ténèbres (2008)
- Sonic Classic Collection DS (2010)
- Sonic Colours (2010)
- Sonic Colours Ultimate (2021)
- Sonic Dash (2013)
- Sonic Dream Team (2023)
- Sonic Drift (1994)
- Sonic Drift 2 (1995)
- Sonic Eraser (1991)
- Sonic et le Chevalier noir (2009)
- Sonic Free Riders (2010)
- Sonic Frontiers (2022)
- Sonic Forces (2017)
- Sonic Generations (2011)
- Sonic Heroes (2003)
- Sonic Jam (1997)
- Sonic Labyrinth (1995)
- Sonic Lost World (2013)
- Sonic Mania (2017)
- Sonic Origins (2022)
- Sonic Pinball Party (2003)
- Sonic R (1997)
- Sonic Racing: Crossworlds (2025)
- Sonic Riders (2006)
- Sonic Riders: Zero Gravity (2008)
- Sonic Rivals (2006)
- Sonic Rivals 2 (2007)
- Sonic Rumble (2025)
- Sonic Runners (2015)
- Sonic Rush (2005)
- Sonic Rush Adventure (2007)
- Sonic Shuffle (2000)
- Sonic Superstars (2023)
- Sonic the Fighters (1996)
- Sonic the Hedgehog (1991)
- Sonic the Hedgehog (1991)
- Sonic the Hedgehog (2006)
- Sonic the Hedgehog 2 (1992)
- Sonic the Hedgehog 2 (1992)
- Sonic the Hedgehog 3 (1994)
- Sonic the Hedgehog 4: Episode 1 (2010)
- Sonic the Hedgehog 4: Episode 2 (2012)
- Sonic the Hedgehog Chaos (1993)
- Sonic the Hedgehog Pocket Adventure (1999)
- Sonic the Hedgehog Spinball (1993)
- Sonic the Hedgehog: Triple Trouble (1994)
- Sonic Unleashed : La Malédiction du Hérisson (2008)
- Sonic X Shadow Generations (2024)
- Sonic X-treme (annulé)
- Sonic's Schoolhouse (1996)
- Space Channel 5 (1999)
- Space Channel 5: Part 2 (2002)
- Space Channel 5: Special Edition (2003)
- Space Channel 5: Ulala's Cosmic Attack (2003)
- Space Channel 5 VR: Kinda Funky News Flash! (2020)
- Space Harrier (1985)
- Space Siege (2008)
- Space Tactics (1980)
- Spider-Man: The Video Game (1991)
- Spikeout Battle Street (2005)
- Spiral Knights (2009)
- Spy Fiction (2003)
- Stack Columns (1994)
- Star Trek: Strategic Operations Simulator (1983)
- Star Wars Trilogy: Arcade (1999)
- Star Wars: Racer Arcade (2000)
- Streets of Rage (1991)
- Streets of Rage 2 (1992)
- Streets of Rage 3 (1994)
- Streets of Rage 4 (2020)
- SubRoc-3D (1982)
- Super Columns (1995)
- Super Daisenryaku (1989)
- Super Fantasy Zone (1992)
- Super Monaco GP (1990)
- Super Monkey Ball (2001)
- Super Monkey Ball 2 (2002)
- Super Monkey Ball 3D (2011)
- Super Monkey Ball Adventure (2006)
- Super Monkey Ball: Banana Blitz (2006)
- Super Monkey Ball: Banana Blitz HD (2019)
- Super Monkey Ball: Banana Mania (2021)
- Super Monkey Ball: Banana Splitz (2012)
- Super Monkey Ball Deluxe (2005)
- Super Monkey Ball Jr. (2003)
- Super Monkey Ball: Step and Roll (2010)
- Super Monkey Ball Touch and Roll (2006)
- Super Zaxxon (1982)
- Sword of Vermilion (1989)

## T
- Taisen Tanto-R Sashissu!! (1996)
- Tails Adventure (1995)
- Tails and the Music Maker (1994)
- Tails' Skypatrol (1995)
- Taz-Mania (1992)
- Team Sonic Racing (2019)
- Tembo the Badass Elephant (2015)
- Tempo (1995)
- The Murder of Sonic the Hedgehog (2023)
- Thor : Dieu du tonnerre (2011)
- Thunder Blade (1987)
- Total War: Attila (2015)
- Total War: Rome II (2013)
- Total War: Shogun 2 (2011)
- Total War: Warhammer (2016)
- Total War: Warhammer 2 (2017)
- Tōgi Ō: King Colossus (1992)
- Transformers Animated: The Chase (2010)
- Transformers: Human Alliance (2014)
- Turbo OutRun (1989)
- Twin Squash (1992)
- Two Point Hospital (2018)
- Two Point Campus (2022)
- Two Point Museum (2025)

## U
- UEFA Euro 96 England (1996)
- Universe at War: Earth Assault (2007)

## V
- Valkyria Chronicles (2008)
- Valkyria Chronicles II (2010)
- Vancouver 2010 (2010)
- Vanquish (2010)
- Viking: Battle for Asgard (2008)
- Virtua Cop (1994)
- Virtua Cop 2 (1995)
- Virtua Cop 3 (2003)
- Virtua Cop Special Pack (1998)
- Virtua Cop 1 - 2 Pack (1998)
- Virtua Cop: Elite Edition (2002)
- Virtua Fighter (1993)
- Virtua Fighter: Remix (1995)
- Virtua Fighter 2 (1994)
- Virtua Fighter 2 (1996)
- Virtua Fighter 3 (1996)
- Virtua Fighter 4 (2002)
- Virtua Fighter 4 Evolution (2002)
- Virtua Fighter 5 (2006)
- Virtua Tennis 4 (2011)

## W
- Wacky Worlds Creativity Studio (1994)
- Waku Waku Sonic Patrol Car (1991)
- Warhammer 40,000: Dawn of War III (2017)
- WarTech: Senko no Ronde (2006)
- Wimbledon Championship Tennis (1992)
- Wonder Boy (1986)
- Woody Pop (1987)
- World of Illusion (1992)
- World Series Baseball (1982)
- World Series Baseball (1993)
- World Series Baseball (1994)
- World Series Baseball (1995)
- World Series Baseball starring Deion Sanders (1995)
- World Series Baseball '95 (1995)
- World Series Baseball '95 (1995)
- World Series Baseball '96 (1996)
- World Series Baseball '96 (1996)
- World Series Baseball II (1996)
- World Series Baseball '98 (1998)
- World Series Baseball '98 (1998)
- World Series Baseball (2002)
- World Series Baseball 2K1 (2000)
- World Series Baseball 2K2 (2001)
- World Series Baseball 2K3 (2003)
- Worms 3D (2003)
- Worms Forts : État de siège (2004)

## X
- X-Men (1993)
- X-Men 2: Clone Wars (1995)
- X-Men: Gamesmaster's Legacy (1995)
- X-Men: Mojo World (1996)

## Y
- Yakuza (2005)
- Yakuza 2 (2006)
- Yakuza 3 (2009)
- Yakuza 4 (2010)
- Yakuza 5 (2012)
- Yakuza 6 (2016)
- Yakuza Ishin! (2014)
- Yakuza Kenzan! (2008)
- Yakuza Zero (2015)
- Yakuza: Dead Souls (2011)
- Yū Yū Hakusho Gaiden (1994)

## Z
- Zaxxon (1982)
- Zaxxon 3-D (1987)
- Zaxxon Super Game (1984)
- Zunzunkyō no Yabō (1994)